# 여명 1개월의 신부
여명 1개월의 신부(余命1ヶ月の花嫁: April Bride)는 일본에서 제작된 히로키 류이치 감독의 2009년 멜로/로맨스, 드라마 영화이다. 에이쿠라 나나 등이 주연으로 출연하였다.
부천국제판타스틱영화제의 소개 제목은 4월의 신부이다.

## 출연

### 주연
- 에이쿠라 나나
- 에이타
- 테즈카 사토미
- 오스기 렌
- 츠다 칸지
- 타구치 토모로오
- 에모토 아키라
- 니시모토 류키
- 야스다 미사코